# Piet Schrijvers
Pieter „Piet” Schrijvers (ur. 15 grudnia 1946 w Jutphaas, zm. 7 września 2022 w Ermelo) – holenderski piłkarz, który występował na pozycji bramkarza, trener piłkarski. Z reprezentacją Holandii, w której barwach rozegrał 46 meczów, zdobył wicemistrzostwo świata w 1974 (jako rezerwowy) i 1978 oraz brązowy medal mistrzostw Europy 1976. Przez dziewięć lat był zawodnikiem Ajaksu Amsterdam. Pięciokrotnie triumfował z nim w rozgrywkach o mistrzostwo kraju i dwukrotnie w Pucharze Holandii. Od czasu zakończenia kariery sportowej pracował jako szkoleniowiec klubów holenderskich (m.in. AZ Alkmaar) oraz trener bramkarzy.

## Kariera piłkarska
- 1968–1974 –  FC Twente
- 1974–1983 –  AFC Ajax
- 1983–1985 –  PEC Zwolle

## Sukcesy piłkarskie
- Mistrzostwo Holandii: 1977, 1979, 1980, 1982 i 1983
- Puchar Holandii 1979, 1983

W reprezentacji Holandii od 1971 do 1984 rozegrał 46 meczów – wicemistrzostwo świata 1974 (jako rezerwowy) i 1978 oraz brązowy medal Euro 1976 i start w Euro 1980 (runda grupowa).

## Kariera szkoleniowa
Jako trener bramkarzy pracował m.in. w Abcoude, TOP Oss, AZ Alkmaar, PSV Eindhoven i FC Zwolle.